# Constantin Barbu
Constantin Barbu (Galaţi, 16 de maig de 1971) és un exfutbolista romanès, que jugava de migcampista.

## Trajectòria
Comença la seua carrera professional al FC Argeş Piteşti. En set anys va aconseguir 89 gols en 181 partits, que van ajudar l'Arges a pujar a la màxima divisió romanesa. El 1998 va passar uns mesos al sud-coreà Suwon Samsung Bluewings.
A mitjans de la temporada 98/99, fitxa pel Rapid de Bucarest. Amb el club capitalí aconsegueix 8 gols en 11 partits, que contribueixen a assolir el títol de Lliga. L'anterior temporada ja va ser el màxim golejador de la Divizia A, amb 21 gols, tot i haver-se perdut part de la competició en la seua estada a Àsia.
Avalat per la capacitat golejadora, a l'estiu del 1999 fitxa pel CD Numancia, de la primera divisió espanyola. Amb els sorians, club debutant a la categoria, marca sis gols, que van ajudar a la permanència. La part final de la seua carrera la va tornar a disputar a Romania: de nou Rapid i Arges, i Dacia Mioveni, de la segona categoria. En tots ells va fer palesa de la seua capacitat golejadora.

## Selecció
Barbu va disputar tres partits amb la selecció de Romania, tot marcant dos gols.